# NGC 1555
NGC 1555 é uma nebulosa na direção da constelação de Taurus. O objeto foi descoberto pelo astrônomo John Hind em 1852, usando um telescópio refrator com abertura de 7 polegadas. 